# Perdita drymariae
Perdita drymariae är en biart som beskrevs av Timberlake 1960. Perdita drymariae ingår i släktet Perdita och familjen grävbin. Inga underarter finns listade i Catalogue of Life.